# Štědrý hrádek
Štědrý hrádek je zřícenina hradu na strmé ostrožně nad Mlýnským rybníkem asi jeden kilometr severozápadně od osady Borek v Karlovarském kraji. Jeho zbytky jsou chráněny jako kulturní památka.

## Historie
Hrádek vznikl zřejmě kolem poloviny 14. století, pravděpodobně měl nahradit starší sídlo v obci Štědrá. Roku 1361 zde sídlil Vícemil z Borku, roku 1379 jej koupili Rýzmburkové. Roku 1417 se hrádku zmocnil Jindřich z Plavna, který odtud vedl vojenské akce proti králi Václavovi IV. Proto byl hrádek roku 1418 obležen královským vojskem, dobyt a vypálen. Zničený hrádek se vrátil původnímu majiteli, Vilému Bukovinovi z Pnětluk. Později král Zikmund Lucemburský dovolil jeho obnovení. Není jisté, jestli k němu došlo, s největší pravděpodobností ano. Roku 1445 jej zakoupili Jakoubek a Jan z Vřesovic. Jan se v letech 1463–1465 o hrad soudil s Anežkou z Valdeka, vdovou po Vilému z Bukoviny. Spor vyhrála Anežka, ale ještě téhož roku celé panství spolu se svým otcem Oldřichem z Valdeka Janovi prodala za 400 kop grošů. Dalším majitelem se roku 1488 stal Jan z Gutštejna. Naposledy je hrad zmiňován roku 1506, kdy ho koupil Jan z Plavna, který ho připojil k panství sousedního Prohořského hrádku.

## Architektonická podoba
Štědrý hrádek byl unikátní tím, že jeho stavebník využil mohutného skalního suku jako věže. Tak byl vlastně velice úsporně suplován bergfrit a Štědrý hrádek lze považovat zajímavou variantu hradu bergfritového typu. Současně lze hrádek řadit mezi skalní hrady. Zbytky malty dokládají existenci stavby na vrcholu skalního suku, ale její podoba zůstává neznámá.

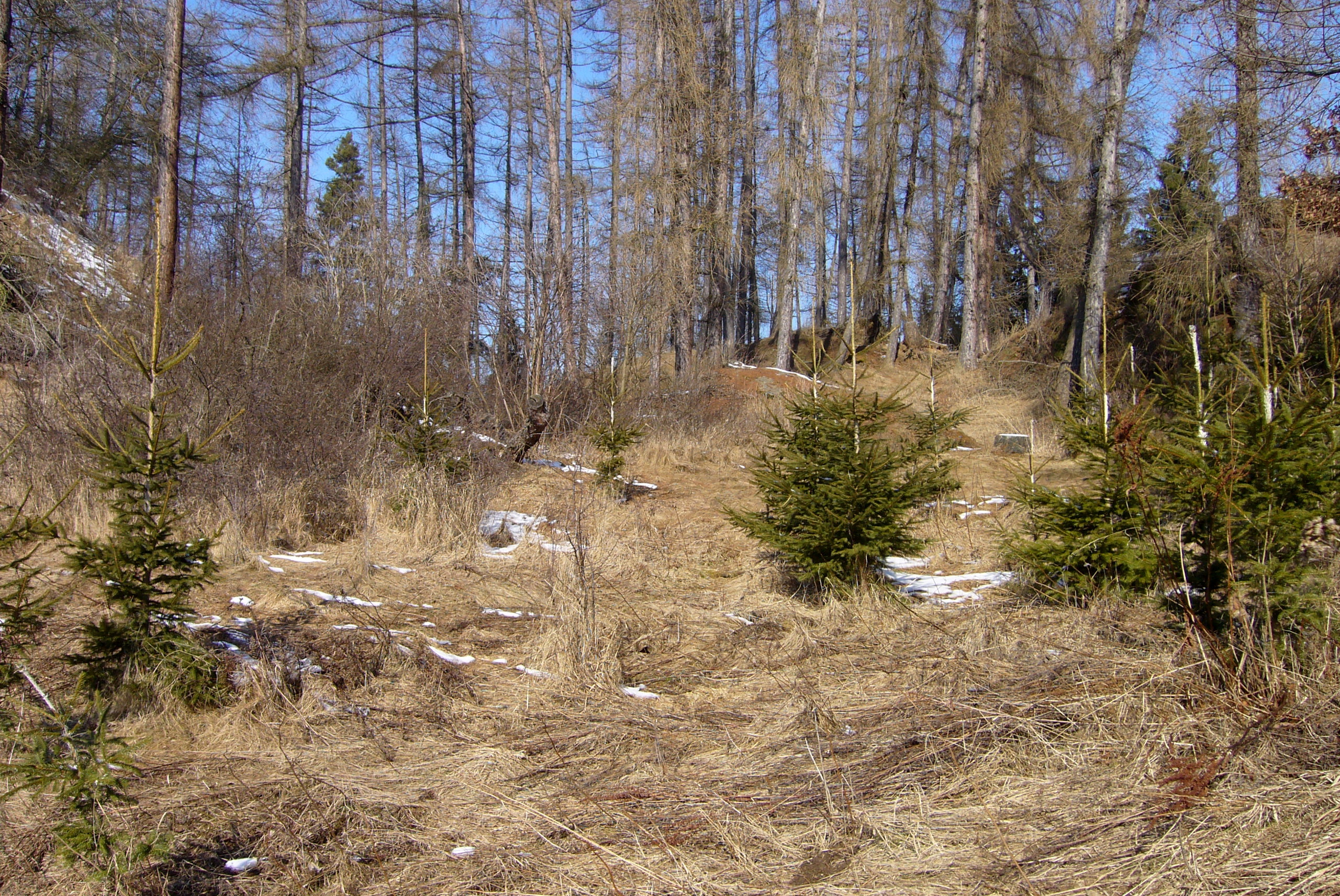
Šíjový příkop

Od zbytku ostrožny hrádek odděloval mohutný příkop vylámaný do skály. Nad ním hrad chránila mohutná, dva metry silná čelní zeď, která také tvoří na první pohled nejvýraznější pozůstatek hradu.
Uvnitř areálu hradu se nacházel dvouprostorový kamenný palác obdélníkového půdorysu o rozměrech 15 × 11 m, který uzavíral lichoběžníkové hradní jádro. Dochovala se z něj spodní úroveň zaklenutá valenou klenbou. Další zástavba jádra není bez archeologického výzkumu zjistitelná, protože byla pravděpodobně dřevěná.
Severně od skalního suku se nachází příhrádek s do skály vytesanou cisternou hlubokou 6 m a terénním reliktem nárožního objektu. Jihovýchodně od jádra hradu se na hřebeni nacházela předsunutá bašta, která chránila předhradí. Stavba zřejmě vznikla v době obnovení pevnosti, ale není vyloučeno, že byla postavena na místě tábora obléhatelů z roku 1418. Tuto domněnku však můžeme vzhledem k orientaci opevnění považovat za téměř jistě vyloučenou.